# Сельское поселение «Большетуринское»
Се́льское поселе́ние «Большетуринское» — муниципальное образование в Карымском районе Забайкальского края Российской Федерации.
Административный центр — село Большая Тура.

## История
Статус и границы сельского поселения установлены Законом Читинской области от 19 мая 2004 года «Об установлении границ, наименований вновь образованных муниципальных образований и наделении их статусом сельского, городского поселения в Читинской области».

## Население
| 2010  | 2011  | 2012  | 2013  | 2014  | 2015  | 2016  |
| ----- | ----- | ----- | ----- | ----- | ----- | ----- |
| 1287  | ↘1283 | ↘1234 | ↘1188 | ↘1133 | ↘1111 | ↘1063 |
| 2017  | 2018  | 2019  | 2020  | 2021  |       |       |
| ↘1037 | ↘1024 | ↘1008 | ↘962  | ↗1692 |       |       |

## Состав сельского поселения
| № | Населённый пункт | Тип населённого пункта       | Население |
| - | ---------------- | ---------------------------- | --------- |
| 1 | Большая Тура     | село, административный центр | ↗1692     |